# Natação no Campeonato Mundial de Esportes Aquáticos de 2011 - 400 m medley feminino
A prova dos 400 metros medley feminino da natação no Campeonato Mundial de Esportes Aquáticos de 2011 ocorreu no dia 31 de julho no Shanghai Oriental Sports Center  em Xangai.

## Recordes
Antes desta competição, os recordes mundiais e do campeonato nesta prova eram os seguintes:
| Tipo                  | Atleta         | Tempo   | Local  | Data                 |
| --------------------- | -------------- | ------- | ------ | -------------------- |
|                       | Stephanie Rice | 4:29.45 | Pequim | 10 de agosto de 2008 |
| Recorde do campeonato | Katinka Hosszú | 4:30.31 | Roma   | 2 de agosto de 2009  |

## Medalhistas
| Ouro                   | Prata              | Bronze               |
| Elizabeth Beisel (USA) | Hannah Miley (GBR) | Stephanie Rice (AUS) |

## Resultados

### Eliminatórias
37 nadadoras de 30 nações participaram da prova. As 8 melhores competidoras se classificaram para a final.
| Pos. | Bateria | Raia | Nadadora               | Nacionalidade  | Tempo   | Notas            |
| ---- | ------- | ---- | ---------------------- | -------------- | ------- | ---------------- |
| 1    | 3       | 4    | Elizabeth Beisel       | Estados Unidos | 4:34.95 | Q                |
| 2    | 4       | 5    | Mireia Belmonte García | Espanha        | 4:36.36 | Q                |
| 3    | 3       | 5    | Caitlin Leverenz       | Estados Unidos | 4:36.78 | Q                |
| 4    | 5       | 8    | Barbora Zavadova       | Chéquia        | 4:36.96 | Q,               |
| 5    | 5       | 2    | Stephanie Rice         | Austrália      | 4:37.32 | Q                |
| 6    | 5       | 4    | Hannah Miley           | Reino Unido    | 4:37.39 | Q                |
| 7    | 5       | 3    | Li Xuanxu              | China          | 4:37.61 | Q                |
| 8    | 4       | 4    | Ye Shiwen              | China          | 4:38.18 | Q                |
| 9    | 4       | 7    | Alexa Komarnycky       | Canadá         | 4:38.82 |                  |
| 10   | 5       | 6    | Zsuzsanna Jakabos      | Hungria        | 4:38.84 |                  |
| 11   | 3       | 1    | Kathryn Meaklim        | África do Sul  | 4:41.07 |                  |
| 12   | 4       | 6    | Anja Klinar            | Eslovênia      | 4:41.23 |                  |
| 13   | 4       | 8    | Jördis Steinegger      | Áustria        | 4:41.33 | Recorde nacional |
| 14   | 4       | 3    | Kirsty Coventry        | Zimbabwe       | 4:42.52 |                  |
| 15   | 5       | 5    | Katinka Hosszú         | Hungria        | 4:42.96 |                  |
| 16   | 5       | 1    | Stina Gardell          | Suécia         | 4:44.53 |                  |
| 17   | 3       | 8    | Stephanie Horner       | Canadá         | 4:44.85 |                  |
| 18   | 4       | 1    | Alessia Polieri        | Itália         | 4:45.26 |                  |
| 19   | 3       | 3    | Samantha Hamill        | Austrália      | 4:45.32 |                  |
| 20   | 5       | 7    | Yana Martynova         | Rússia         | 4:45.53 |                  |
| 21   | 3       | 6    | Lara Grangeon          | França         | 4:47.41 |                  |
| 22   | 2       | 4    | Georgina Bardach       | Argentina      | 4:48.09 |                  |
| 23   | 2       | 5    | Ganna Dzerkal          | Ucrânia        | 4:48.17 |                  |
| 24   | 3       | 2    | Stephanie Proud        | Reino Unido    | 4:48.31 |                  |
| 25   | 4       | 2    | Stefania Pirozzi       | Itália         | 4:48.40 |                  |
| 26   | 2       | 2    | Kim Hye-Rim            | Coreia do Sul  | 4:48.97 |                  |
| 27   | 2       | 6    | Charetzeni Escobar     | México         | 4:49.95 | =                |
| 28   | 2       | 7    | Nadia Vieira           | Portugal       | 4:51.65 |                  |
| 29   | 2       | 1    | Sarra Lajnef           | Tunísia        | 4:51.89 |                  |
| 30   | 2       | 3    | Marina Ribi            | Suíça          | 4:52.49 |                  |
| 31   | 2       | 8    | Samantha Arevalo       | Equador        | 4:58.87 |                  |
| 32   | 1       | 4    | Natthanan Junkrajang   | Tailândia      | 5:03.07 |                  |
| 33   | 1       | 5    | Maria Coy              | Guatemala      | 5:11.28 |                  |
| 34   | 1       | 3    | Ana Maria Castellanos  | Honduras       | 5:16.41 |                  |
| 35   | 1       | 6    | Daniella van den Berg  | Aruba          | 5:18.27 |                  |
| 36   | 1       | 2    | Anum Bandey            | Paquistão      | 5:37.11 | Recorde nacional |
| –    | 3       | 7    | Gráinne Murphy         | Irlanda        |         | DNS              |

### Final
Estes são os resultados da final.
| Pos.              | Raia | Nadadora               | Nacionalidade  | Tempo   | Notas |
| ----------------- | ---- | ---------------------- | -------------- | ------- | ----- |
| Medalha de ouro   | 4    | Elizabeth Beisel       | Estados Unidos | 4:31.78 |       |
| Medalha de prata  | 7    | Hannah Miley           | Reino Unido    | 4:34.22 |       |
| Medalha de bronze | 2    | Stephanie Rice         | Austrália      | 4:34.23 |       |
| 4                 | 5    | Mireia Belmonte García | Espanha        | 4:34.94 |       |
| 5                 | 8    | Ye Shiwen              | China          | 4:35.15 |       |
| 6                 | 1    | Li Xuanxu              | China          | 4:35.78 |       |
| 7                 | 6    | Barbora Zavadova       | Chéquia        | 4:38.04 |       |
| 8                 | 3    | Caitlin Leverenz       | Estados Unidos | 4:38.80 |       |

Legenda
| Recorde mundial       | Recorde mundial (World record)               |                       | Recorde africano                      | Recorde africano (African) |                                           | Q | Classificado por posição (Qualified) |
| Recorde do campeonato | Recorde do campeonato (Championship record)  | Recorde da América    | Recorde da América (Americas)         | q                          | Classificado por melhor tempo (Qualified) |   |                                      |
| Melhor marca do ano   | Melhor marca do ano (World leading)          | Recorde asiático      | Recorde asiático (Asian)              | DNS                        | Não largou (Did not start)                |   |                                      |
| Recorde nacional      | Recorde nacional (National record)           | Recorde europeu       | Recorde europeu (European)            | DNF                        | Não terminou (Did not finish)             |   |                                      |
| Recorde pessoal       | Recorde pessoal do atleta (Personal best)    | Recorde da Oceania    | Recorde da Oceania (Oceania)          | DSQ / DQ                   | Desclassificado (Disqualified)            |   |                                      |
| Recorde da temporada  | Recorde da temporada do atleta (Season best) | Recorde sul-americano | Recorde sul-americano (South America) | NM                         | Sem marca (No mark)                       |   |                                      |